# Susan Howard
Jeri Lynn Mooney (ismertebb nevén Susan Howard) (Marshall, Texas, 1944. január 28. –) amerikai színésznő, író, politikai aktivista. Leghíresebb szerepe a Dallas című sorozatban Donna Culver Krebbs, valamint a Petrocelliben Maggie Petrocelli.

## Élete
Jeri Lynn Mooney 1944. január 28-án született a texasi Marshallban Cassel C. és Melba „Peg” Mooney leányaként. Fivére neve James. Művésznevének családi vonatkozásai vannak: édesapja kislányként „Susie”-nak becézte, a Howard pedig családi név volt. A Texasi Egyetemen hallgatott színművészetet, majd a Los Angeles Reportory Companynál dolgozott. A  Columbia/Screen Gems filmgyártó cég új tehetségeket kereső programjának részeként kötött szerződést a színésznővel.
A Petrocelliben nyújtott alakításáért Golden Globe-ra és Primetime Emmy-díjra is jelölték (1976). A Dallasban eredetileg egyszeri epizódszerepre kérték fel, de Howard alakítása annyira megtetszett a készítőknek, hogy állandó szerepet kínáltak neki. Végül nyolc éven keresztül, 1979–1987 között játszotta Donna Krebs szerepét; ezen kívül a Writers Guild of America tagjaként a sorozat két epizódját is ő írta.
Első férje Charles Howerton színész, akitől egy leánya született, Lynn. Második férje Calvin Chrane filmes szakember, egyben a színésznő menedzsere. A házaspár a texasi Boerne-ban él.

## Filmográfia

### Filmszerepek
| Év   | Cím                      | Szerep           | Megjegyzés |
| ---- | ------------------------ | ---------------- | ---------- |
| 1977 | Moonshine County Express | Dot Hammer       |            |
| 1977 | Sidewinder 1             | Chris Gentry     |            |
| 1993 | Come the Morning         | Constance Gibson |            |

### Televíziós szerepek
| Év        | Cím                            | Szerep                            | Megjegyzés                                                                   |
| --------- | ------------------------------ | --------------------------------- | ---------------------------------------------------------------------------- |
| 1966      | Love on a Rooftop              | Dorothy                           | Epizód: Homecoming                                                           |
| 1967      | Iron Horse                     | Bess Hennings / Sara Collins      | 2 epizódban                                                                  |
| 1967      | The Monkees                    | Bride                             | Epizód: Monkees Manhattan Style                                              |
| 1967–1968 | The Flying Nun                 | Teresa nővér / Susan nővér        | 2 epizódban                                                                  |
| 1968      | The Second Hundred Years       | Sonny                             | Epizód: Dude Hand Luke                                                       |
| 1968      | Tarzan                         | Gloria                            | Epizód: Trina                                                                |
| 1968      | Star Trek                      | Mara                              | Epizód: Day of the Dove                                                      |
| 1968–1969 | Jeannie, a háziszellem         | Eladólány / Miss Temple           | 2 epizódban                                                                  |
| 1969      | Here Come the Brides           | Jane                              | Epizód: Wives for Wakando                                                    |
| 1969      | The Outcasts                   | Julie Mason                       | Epizód: The Candidates                                                       |
| 1969      | Ironside                       | Jo Lyons                          | Epizód: A Matter of Love and Death                                           |
| 1969      | The Virginian                  | Rebecca Teague                    | Epizód: Halfway Back from Hell                                               |
| 1969      | Bonanza                        | Laurie Nagel                      | Epizód: The Medal                                                            |
| 1969      | Land of the Giants             | Mrs. Garak                        | Epizód: Collector’s Item                                                     |
| 1969      | The Silent Gun                 | Lorisa Cole                       | tévéfilm                                                                     |
| 1969–1971 | Mannix                         | Amanda Hewitt / Christina Preston | 2 epizódban                                                                  |
| 1970      | The New People                 | Fern                              | Epizód: The Siege of Fern's Castle                                           |
| 1970      | Quarantined                    | Dr. Margaret Bedford              | tévéfilm                                                                     |
| 1970      | The Immortal                   | Annie Williams                    | Epizód: The Legacy                                                           |
| 1971      | The F.B.I.                     | Yvonne Shelby                     | Epizód: Center of Peril                                                      |
| 1971      | The Mod Squad                  | Gillian Francis                   | Epizód: Cricket                                                              |
| 1971–1972 | Love, American Style           | Libby / Susan Parkins             | 3 epizódban                                                                  |
| 1972      | Mission: Impossible            | Nora Dawson                       | Epizód: Committed                                                            |
| 1972      | The Sixth Sense                | Needa                             | Epizód: The Man Who Died at Three and Nine                                   |
| 1972      | Medical Center                 | Linda Crown                       | Epizód: Deadlock                                                             |
| 1972      | Columbo                        | Shirley Wagner                    | Epizód: The Most Crucial Game                                                |
| 1973      | The Bold Ones: The New Doctors | Dr. Claudia Schaeffer             | Epizód: A Terminal Career                                                    |
| 1973      | Marcus Welby, M.D.             | Dr. Barbara Kerr / Greta Francis  | 2 epizódban                                                                  |
| 1973      | Savage                         | Lee Raynolds                      | tévéfilm                                                                     |
| 1973      | Griff                          | Evan Sands                        | Epizód: The Framing of Billy the Kid                                         |
| 1973      | The New Perry Mason            | Ellen Ballister                   | Epizód: The Case of the Jailed Justice                                       |
| 1973–1977 | Barnaby Jones                  | Frances Dunslay / Sandra Harris   | 2 epizódban                                                                  |
| 1974      | Indict and Convict             | Joanna Garrett                    | tévéfilm                                                                     |
| 1974      | Night Games                    | Maggie Petrocelli                 | tévéfilm                                                                     |
| 1974–1976 | Petrocelli                     | Maggie Petrocelli                 | 44 epizódban                                                                 |
| 1976      | City of Angels                 | Ruby Dyson                        | Epizód: The House on Orange Grove Avenue                                     |
| 1976      | The Rockford Files             | Sandy Baylock                     | Epizód: Feeding Frenzy                                                       |
| 1977      | Most Wanted                    | Ann Corbin                        | 2 epizódban                                                                  |
| 1977      | The Fantastic Journey          | Eve Costigan                      | Epizód: Vortex                                                               |
| 1977      | Killer on Board                | Julie Clayton                     | tévéfilm                                                                     |
| 1977      | The Oregon Trail               | Amelia McKay                      | Epizód: The Gold Dust Queen                                                  |
| 1978      | Superdome                      | Nancy Walecki                     | tévéfilm                                                                     |
| 1978      | The Busters                    | Joanna Bailey                     | tévéfilm                                                                     |
| 1978      | The Paper Chase                | Susan Fields                      | Epizód: Kingsfield’s Daughter                                                |
| 1979      | The Power Within               | Dr. Joanne Miller                 | tévéfilm                                                                     |
| 1979      | Vegas                          | Laurie Turner                     | Epizód: Classic Connection                                                   |
| 1979      | Julie Farr, M.D.               | Linda                             | Epizód: Sisters                                                              |
| 1979–1987 | Dallas                         | Donna Culver Krebbs               | 198 epizódban                                                                |
| 1980      | The Love Boat                  | Cynthia Bowden                    | Epizód: The Baby Alarm/Tell Her She’s Great/Matchmaker, Matchmaker Times Two |
| 1987–1988 | The 700 Club                   | Saját maga / Társműsorvezető      |                                                                              |

## Fordítás
Ez a szócikk részben vagy egészben  a   Susan Howard című angol Wikipédia-szócikk ezen változatának fordításán alapul.  Az eredeti cikk szerkesztőit annak laptörténete sorolja fel. Ez a jelzés csupán a megfogalmazás eredetét és a szerzői jogokat jelzi, nem szolgál a cikkben szereplő információk forrásmegjelöléseként.